# Michel Scheuer
Michel Scheuer, född 20 maj 1927 i Rodange i Luxemburg, död 31 mars 2015 i Krefeld i Nordrhein-Westfalen, var en tysk kanotist.
Han tog bland annat VM-guld i K-4 1000 meter i samband med sprintvärldsmästerskapen i kanotsport 1958 i Prag.